# Karl Gottfried Bauer
Karl Gottfried Bauer (* 24. August 1765 in Leipzig als Carl Gottfried Bauer; † 15. Dezember 1842 ebenda) war ein deutscher evangelischer Theologe und Prediger.

## Leben
Der Sohn aus der zweiten Ehe des Leipziger Juraprofessors Heinrich Gottfried Bauer besuchte die Fürstenschule Grimma und das Nicolaigymnasium zu Leipzig. Seit 1781 studierte er an der dortigen Universität neben Evangelischer Theologie, Philosophie, Mathematik und Medizin. Nach seiner Promotion 1786 zum Doktor der Philosophie studierte er neben diesem Fach klassische Philologie und Archäologie. Er plante vorerst, nach Göttingen zu gehen und dort Philosophie zu lehren.
Im nämlichen Jahre wurde Bauer Pfarrer zu Frohburg, hatte allerdings nie ein solches Amt angestrebt und war im Predigen ohne Erfahrung. 1809 ging er als Archidiakon an die Nikolaikirche. Nachdem er auch den Grad eines Baccalaureus erhielt, promovierte er am 24. August 1810 zum Doktor der Evangelischen Theologie. Seine Dissertation hieß De Caussis quibus nititur rectum super regni coelorum notione in N. T. passim obvia judicium.
1836 beging Bauer sein fünfzigjähriges Doktor- und Predigerjubiläum, anlässlich dessen er das Ritterkreuz des sächsischen Zivilverdienstordens erhielt. An der Nikolaikirche stieg er 1837 zum Pfarrer auf, nebenbei dozierte er an der Universität. Er starb 1842 im Alter von 77 Jahren.

## Familie
Bauer war zweimal verheiratet. Seine erste Ehe schloss er mit einer geborenen Gleditzsch. Mit dieser zeugte er sieben Kinder, von denen drei bis 1844 verstarben. Die vier weiteren sind zwei unverheiratete Töchter sowie ein Leipziger Porträtmaler und ein Rossener Advokat. 1824 ehelichte Bauer eine geborene Rain, die ihm keine Kinder gebar und ihn schließlich überlebte.

## Wirken
Bauer schrieb Werke über Pädagogik und Biographik. Hauptsächlich aber war er seiner Predigten wegen bekannt, die er zum Teil als Sammelband herausgab. Clemens Brockhaus urteilt über diese: „Diese Predigten bezeugen eine ernste und strenge Durcharbeitung, ohne jedoch durch rhetorische Macht zu glänzen und sich über das Niveau des damaligen homiletischen Geschmackes zu erheben.“

## Werke
- Predigten an Fest- und Bußtagen, ingleichen über andere Gegenstände des praktischen Christenthums (1790)
- Ueber die Mittel, dem Geschlechtstrieb eine unschädliche Richtung zu geben (1791)
- Homilien und Predigten (1795)
- Philosophische Versuche über Gegenstände der Moral und Pädagogik (1797)
- Predigten über die Sonn- und Festtagsevangelien (1798)
- Anmerkungen über Taubstumme zu Kant’s Anthropologie (1799)